# Astrotech Corporation

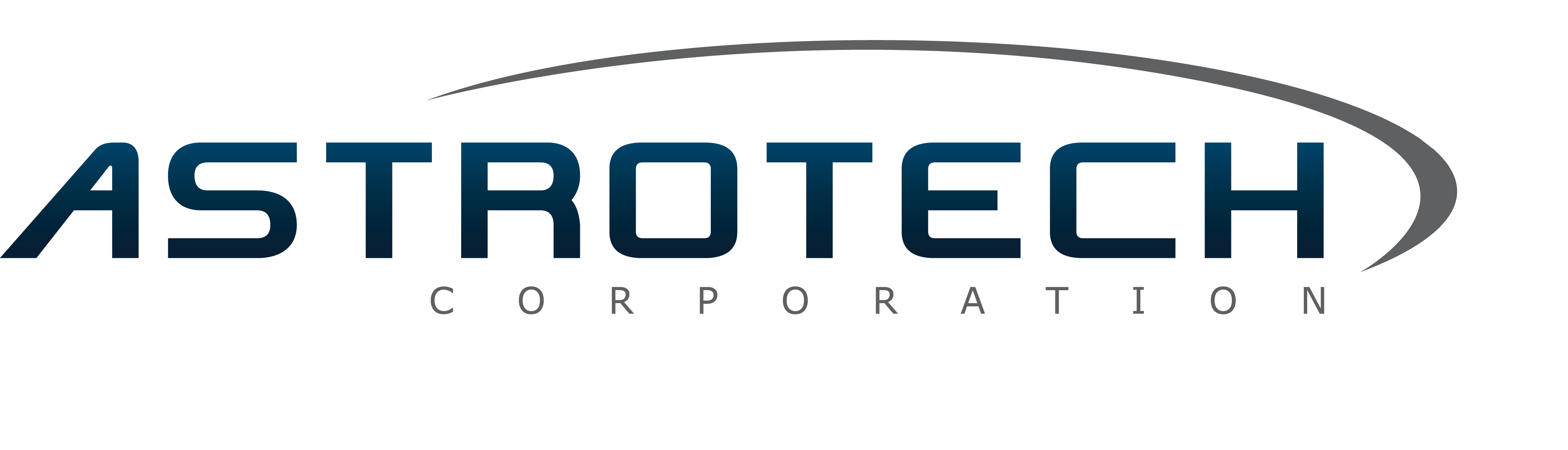

A Astrotech Corporation, antes disso Spacehab Inc. (até 2009), é uma incubadora tecnológica sediada em Austin, Texas. A Astrotech usa tecnologia desenvolvida internamente e por instituições de pesquisa, laboratórios do governo e universidades para fundar gerenciar e depois vender empresas.

## Histórico

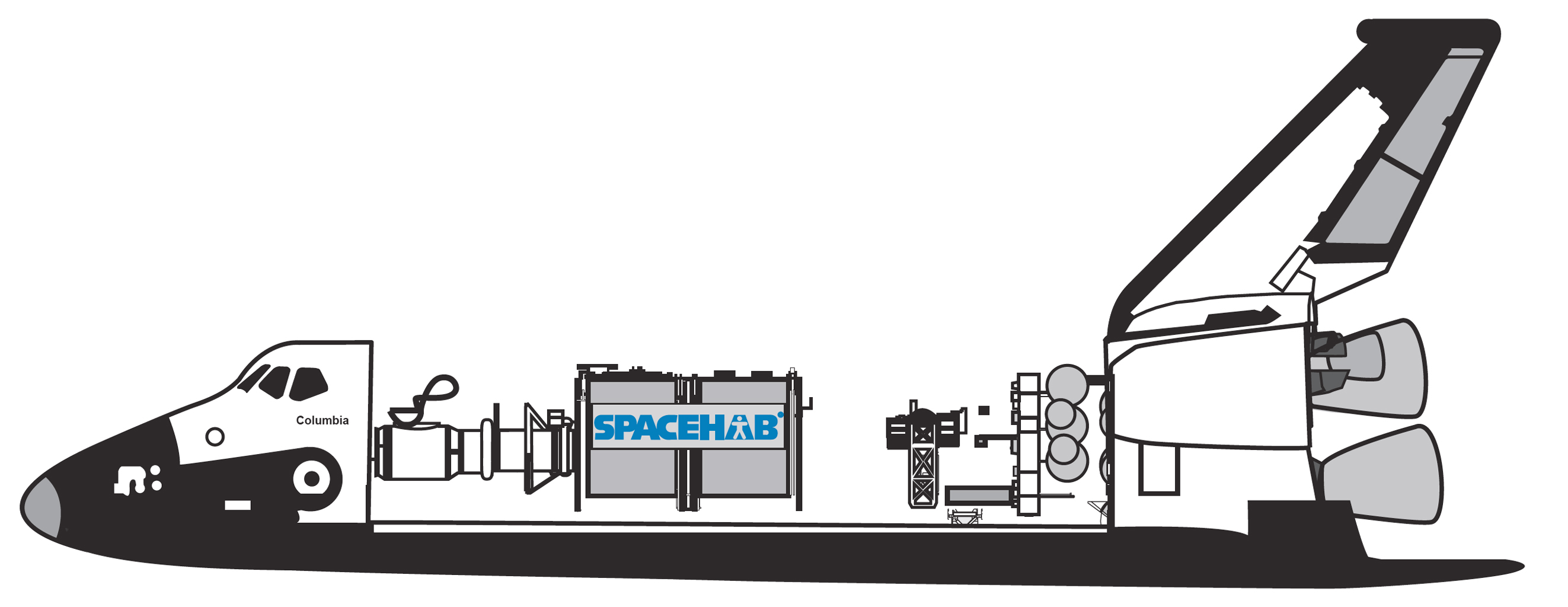
O Spacehab instalado dentro da área de carga do ônibus espacial.

Ainda como Spacehab, Inc. a empresa forneceu produtos comerciais espaciais para a NASA, e para outras agências espaciais ao redor do mundo.
Desde sua utilização inicial em 1984, os módulos Spacehab – um compartimento pressurizado que permite aos astronautas trabalharem dentro dele – e compartimentos integrados de carga, que voam instalados dentro da área de carga dos ônibus espaciais, forneceram tecnologia e facilidades espaciais a 22 missões do programa, incluindo oito missões de suprimentos à Estação Espacial Internacional e sete à estação espacial russa Mir.
Um dos equipamentos desenvolvidos já com a nova marca em 2009, foi o novo compartimento de carga permanente chamado de External Stowage Platform (ESP-2), atualmente instalado numa das câmaras pressurizadas da ISS.
A unidade de negócios da Spacehab voltada a contratos com o governo auxilia a NASA nos programas de controle de dados e configuração de hardware, incluindo a ISS; no desenvolvimento e fabricação de hardware espacial especializado e em serviços de apoio à segurança e qualidade. Com mais de 25 anos de existência, e considerando uma estimativa de faturamento anual de US$ 100 milhões, é lícito avaliar o valor de sua carteira em mais de um bilhão de dólares.
O vôo inaugural do módulo duplo de pesquisas Spacehab lançado em janeiro de 2003 com a missão STS-107 da Columbia, terminou quando a nave se desintegrou na reentrada da atmosfera. Em janeiro de 2004, a empresa moveu um processo formal contra a NASA, num total de 87,7 milhões de dólares pela perda do laboratório causada pelo acidente. Em fevereiro, pouco após a tragédia, a empresa havia recebido 17,7 milhões de dólares de seu seguro particular e em outubro de 2004, a agência espacial pagou à companhia 8,2 milhões. Em fevereiro de 2007, a empresa retirou todos os processos contra a NASA.

## O módulo Spacehab

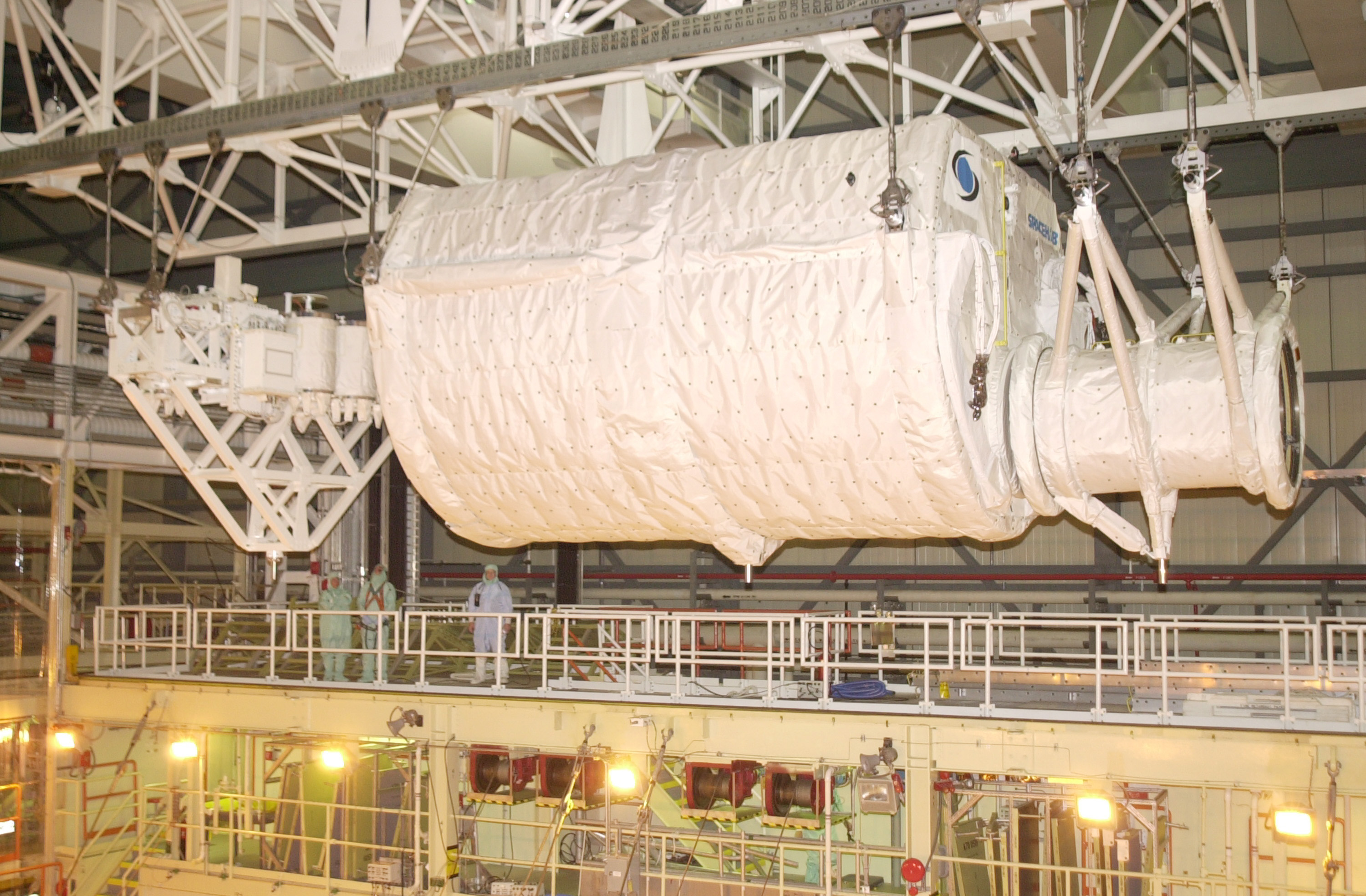
O Research Double Module (RDM) do Spacehab (a direita).

O modulo SpaceHab consistia dos seguintes componentes:
- ICC - Integrated Cargo Carrier, não pressurizado
- ESP - External Stowage Platform, uma variante do ICC
- LDM - Logistics Double Module
- LSM - Logistics Single Module
- SM  - Single Module
- RDM - Research Double Module, pressurizado

### Voos
| Missão  | Data                   | Ônibus    | Objetivo              | Componentes |
| ------- | ---------------------- | --------- | --------------------- | ----------- |
| STS-57  | Junho/Julho 1993       | Endeavour | Pesquisa              | SM          |
| STS-60  | Fevereiro 1994         | Discovery | Wake Shield Facility  | SM          |
| STS-63  | Fevereiro 1995         | Discovery | Aproximação com a Mir | SM          |
| STS-76  | Março 1996             | Atlantis  | Acoplar com a Mir     | SM          |
| STS-77  | Maio 1996              | Endeavour | SPARTAN               | SM          |
| STS-79  | Setembro 1996          | Atlantis  | Acoplar com a Mir     | LDM         |
| STS-81  | Janeiro 1997           | Atlantis  | Acoplar com a Mir     | LDM         |
| STS-84  | Maio 1997              | Atlantis  | Acoplar com a Mir     | LDM         |
| STS-86  | Setembro/Outubro 1997  | Atlantis  | Acoplar com a Mir     | LDM         |
| STS-89  | Janeiro 1998           | Endeavour | Acoplar com a Mir     | LDM         |
| STS-91  | Junho 1998             | Discovery | Acoplar com a Mir     | SM          |
| STS-95  | Outubro/Novembro 1998  | Discovery | SPARTAN               | SM          |
| STS-96  | Maio/Junho 1999        | Discovery | Acoplar com a ISS     | LDM + ICC   |
| STS-101 | Maio 2000              | Atlantis  | Acoplar com a ISS     | LDM + ICC   |
| STS-106 | Setembro 2000          | Atlantis  | Acoplar com a ISS     | LDM + ICC   |
| STS-102 | Março 2001             | Discovery | Acoplar com a ISS     | ICC + ESP-1 |
| STS-105 | Agosto 2001            | Discovery | Acoplar com a ISS     | ICC         |
| STS-107 | Janeiro/Fevereiro 2003 | Columbia  | Pesquisa              | RDM         |
| STS-114 | Julho/Agosto 2005      | Discovery | Acoplar com a ISS     | ESP-2       |
| STS-121 | Julho 2006             | Discovery | Acoplar com a ISS     | ICC         |
| STS-116 | Dezembro 2006          | Discovery | Acoplar com a ISS     | LSM + ICC   |
| STS-118 | Agosto 2007            | Endeavour | Acoplar com a ISS     | LSM + ESP-3 |